# Pitumarca
Pitumarca es una localidad peruana ubicada en la región Cuzco, provincia de Canchis, distrito de Pitumarca. Es asimismo capital del distrito de Pitumarca. Se encuentra a una altitud de 3570 m s. n. m. Tiene una población de 2345 habitantes en 1993.

## Clima
| Parámetros climáticos promedio de Pitumarca | Parámetros climáticos promedio de Pitumarca | Parámetros climáticos promedio de Pitumarca | Parámetros climáticos promedio de Pitumarca | Parámetros climáticos promedio de Pitumarca | Parámetros climáticos promedio de Pitumarca | Parámetros climáticos promedio de Pitumarca | Parámetros climáticos promedio de Pitumarca | Parámetros climáticos promedio de Pitumarca | Parámetros climáticos promedio de Pitumarca | Parámetros climáticos promedio de Pitumarca | Parámetros climáticos promedio de Pitumarca | Parámetros climáticos promedio de Pitumarca | Parámetros climáticos promedio de Pitumarca |
| Mes                                         | Ene.                                        | Feb.                                        | Mar.                                        | Abr.                                        | May.                                        | Jun.                                        | Jul.                                        | Ago.                                        | Sep.                                        | Oct.                                        | Nov.                                        | Dic.                                        | Anual                                       |
| ------------------------------------------- | ------------------------------------------- | ------------------------------------------- | ------------------------------------------- | ------------------------------------------- | ------------------------------------------- | ------------------------------------------- | ------------------------------------------- | ------------------------------------------- | ------------------------------------------- | ------------------------------------------- | ------------------------------------------- | ------------------------------------------- | ------------------------------------------- |
| Temp. media (°C)                            | 11.2                                        | 11.1                                        | 11.2                                        | 10.3                                        | 8.7                                         | 7                                           | 6.7                                         | 7.9                                         | 9.8                                         | 11                                          | 11                                          | 11.3                                        | 9.8                                         |
| Temp. mín. media (°C)                       | 4.4                                         | 4.6                                         | 4.4                                         | 2.3                                         | -0.7                                        | -3.8                                        | -4                                          | -2.9                                        | 0.8                                         | 2                                           | 2.4                                         | 4.2                                         | 1.1                                         |
| Fuente: climate-data.org                    |                                             |                                             |                                             |                                             |                                             |                                             |                                             |                                             |                                             |                                             |                                             |                                             |                                             |

## Lugares Turísticos
- Templo de San Miguel
- Complejo Arqueológico de Machupitumarca
- Montaña Winicunca - Vinicunca
- Apu Uyayoc "Cueva de la Novia"
- Inca Cancha
- Baños Termales
- Montaña Willkacunca
- Nevado Qelcaya
- Laguna de Sibinacocha